# Pyŏksong Chiŏm
Pyŏksong Chiŏm (ur. 1464, zm. 1534) – koreański mistrz sŏn. Uczeń i spadkobierca Dharmy mistrza Pyŏkkye Chŏngsima.

## Życiorys
Początkowo był wojskowym, który zasłużył się w czasie tzw. "północnej wyprawy" w 1491 r. pod dowództwem gen. Hojonga. Został odznaczony za waleczność, ale po ceremonii napisał: Jakaż szkoda, że człowiek urodzony na tym świecie nie może znaleźć swojego pierwotnego umysłu, a zajmuje się tylko walką za walką. I [zostaje] uhonorowany wojennymi zasługami, ale jakżeż sława jest zwiewna.
Według biografii – napisanej przez Sŏsana Taesę – Chiŏm został mnichem buddyjskim w wieku 28 lat. Jego pierwszym nauczycielem był mistrz Yŏnhŭi z góry Kyerong. Zgłębiał u niego tajniki nagłego oświecenia. Studiował również u mistrza Chojŭnga na górze Kyeryong. 
Następnie został uczniem mistrza sŏn Pyŏkkye Chŏngsima. W tym czasie Chŏngsim przebywał w jaskini w okolicy Murhan-ni na górze Hwangak, najprawdopodobniej ukrywając się. Utrzymywał się ze sprzedaży drewna opałowego. Mniszka z pobliskiego klasztoru Kaji gotowała mu posiłki. Chiŏm odszukał go i poprosił o nauki sŏnu. Chŏngsim odrzucał jego prośby wymyślając jeden pretekst za drugim. Trwało to 3 lata. W końcu zniecierpliwiony uczeń odszedł, nie czekając nawet na powrót mistrza z lasu. Gdy mistrz wrócił, mniszka opowiedziała mu, że Chiŏm odszedł i zaczęła robić mistrzowi wymówki. Na to Chŏngsim odparł: To nieprawda, że nic mu nie mówiłem, tylko on mnie nie słuchał. Każdego dnia widzieliśmy się, pracowałem z nim, jadłem z nim, rozmawiałem z nim. Przez mój głos, dźwięk i ruchy, powiedziałem mu szczerze wszystko w każdym momencie dnia. Nie wiem, co jeszcze mógłbym mu dać.
Następnie mistrz poszedł odszukać Chiŏma. Wspiął się na szczyt i zobaczył swojego ucznia idącego w dole krętą górską ścieżką. Zawołał Chiŏm, Chiŏm! Gdy Chiŏm podniósł głowę, mistrz podniósł swą pięść i krzyknął Daję ci mój sŏn! Gdy tylko Chiŏm ujrzał pięść i usłyszał głos mistrza osiągnął oświecenie. Wrócił i podziękował mistrzowi za jego dar.
Przez następne 5 lat wędrował po okolicy od pustelni na górze Diamentowej (ok. 1508 r.) do góry Nungga. W 1508 roku nauczał w klasztorze Myogilsang w górach Diamentowych. Z powodu nieustannie trwających prześladowań buddyzmu, od 1520 roku ukrywał się na górze Chiri. Podczas pobytu na górze Diamentowej czytał Dahui yulu mistrza chan Dahui Zonggao i osiągnął drugie urzeczywistnienie.
W późnych latach życia przebywał na górze Suguk i czytał Sutrę Lotosu. Gdy czytał rozdział poświęcony "właściwym środkom" (skt upaya) wezwał uczniów i rzekł: Będąc ignorantem człowiek odrzuca swoje własne światło i kontynuuje trasmigrację. Dlatego Budda, mając współczucie dla ludzi, postarał się dać im "upaya". Lecz to są tylko "upaya", a nie rzeczywista prawda. Rzeczywistą prawdą jest coś bezkształtnego i pustego, niewyrażalnego słowami. Jeżeli wierzycie w rzeczywistą formę Buddy, to musicie znaleźć wasz własny umysł. Tylko po tym osiągnięciu takiego oświecenia, możecie otworzyć tajemny skarbiec i zobaczyć krainę Buddy. Dzisiaj pokażę wam kształt nirwany. Nie powinniście szukać na zewnątrz, a raczej poszukiwać wewnątrz waszego pierwotnego umysłu.
Po tej mowie poprosił służącego o filiżankę herbaty. Po jej wypiciu powrócił do swojej celi i zamknął drzwi. W kilka dni później uczniowie znaleźli go martwego, wciąż siedzącego w pozycji medytacyjnej.
Jego najważniejszym spadkobiercą Dharmy był Puyong Yŏnggwan.
Jego dziełem jest praca nosząca tytuł Cztery zestawy (kor. Sajip), gromadzący teksty sŏnu dla praktykujących mnichów. Zbiór ten w XVII i XVIII w. został jeszcze poszerzony i bardziej usystematyzowany. Trzonem pracy były teksty Pojo Chinula.

## Linia przekazu Dharmy zen
Pierwsza liczba oznacza liczbę pokoleń mistrzów od 1 Patriarchy indyjskiego Mahakaśjapy.
Druga liczba oznacza liczbę pokoleń od 28/1 Bodhidharmy, 28 Patriarchy Indii i 1 Patriarchy Chin.
Trzecia liczba oznacza początek nowej linii przekazu w danym kraju.
- 56/29. Shiwu Qinggong (Shishi) (1272–1352)
  - 57/30/1. T'aego Pou (1301–1382) szkoła imje
    - 58/31/2.Hwanam Honsu (1320–1392)
      - 59/32/3. Kugok Kakhun (bd)
        - 60/33/4. Pyŏkkye Chŏngsim (zm. 1492?)
          - 61/34/5. Pyŏksong Chiŏm (1464–1534)
            - 62/35/6. Kyŏngsŏng Ilsŏn (1488–1568)
            - 62/35/6. Puyong Yŏnggwan (1485–1567)
              - 63/36/7. Puhyu Sŏnsu (bd)
              - 63/36/7. Sŏsan Taesa Ch'ŏnghŏ Hyujŏng (1520–1604)